# Dames VK Egem
Dames VK Egem is een Belgische voetbalclub uit Egem. De club is aangesloten bij de KBVB met stamnummer 9024 en heeft geel en zwart als kleuren. De club brengt enkel damesploegen in competitie. Egem speelde verschillende seizoenen in de hoogste afdeling van het Belgisch damesvoetbal.

## Geschiedenis
In de jaren 1980 werd in Egem een vrouwenclub gevormd, die aanvankelijk vriendschappelijke wedstrijden speelde. De ploeg had als koosnaam "Maradona's", naar Diego Maradona, de Argentijnse stervoetballer uit die tijd. De club sloot zich halverwege dat decennium aan bij de Belgische Voetbalbond en ging van start in de provinciale reeksen.
In 1988 en 1989 werd Egem provinciaal kampioen: in 1989 steeg de club zo al na drie jaar provinciaal voetbal naar de nationale reeksen en bereikte zo Tweede Klasse, in die tijd het laagste nationale niveau in het Belgische damesvoetbal.
De club deed het ook nationaal meteen goed en eindigde in 1990 meteen vierde. In 1991 kende Egem nog meer succes, met een derde plaats en een achtste finale in de Beker van België. Ook de jeugdploeg was succesvol, werd provinciaal kampioen en pakte de Beker van België bij de jeugd. In 1992 werd Egem kampioen en Tweede Klasse en stootte zo voor het eerst door naar Eerste Klasse. In de Beker bereikte de ploeg bovendien de halve finale.
In Eerste Klasse kon Egem nooit meestrijden met de beteren, maar de club kon zich er toch zes jaar handhaven. Een dertiende plaats in 1998 betekende uiteindelijk weer de degradatie. Egem bleef in Tweede Klasse bij de beteren en promoveerde na een tweede plaats in 2002 opnieuw naar de hoogste afdeling, maar het verblijf bleef er beperkte tot één seizoen. In 2007 promoveerde Egem opnieuw naar Eerste Klasse en kon er zich enkele jaren handhaven, maar kon nooit een ereplaats behalen. Een afgetekende laatste plaats in 2009/10 betekende opnieuw degradatie. Daarna bleef Egem in de Tweede Klasse tot het daar in het seizoen 2015/16 opnieuw kampioen werd en promoveerde naar de Eerste klasse (die echter intussen niet meer de hoogste afdeling in België was). De club eindigde daar echter meteen laatste en moest na één seizoen al terug naar Tweede klasse.

### Seizoenen A-ploeg
| Seizoen | Reeks                       | Niveau | Plaats | Punten | Beker       | Opmerkingen                                                     |
| ------- | --------------------------- | ------ | ------ | ------ | ----------- | --------------------------------------------------------------- |
| 2016/17 | Eerste klasse               | 2      | 13     | 16     | Kwartfinale |                                                                 |
| 2017/18 | Tweede klasse A             | 3      | 3      | 49     |             |                                                                 |
| 2018/19 | Tweede klasse A             | 3      | 3      | 51     |             |                                                                 |
| 2019/20 | Tweede klasse A             | 3      | 3      | 42     |             | De competitie werd vervroegd stopgezet wegens de coronapandemie |
| 2020/21 | Tweede klasse A             | 3      | -      | -      |             | De competitie werd geschrapt wegens de coronapandemie           |
| 2021/22 | Tweede klasse A             | 3      | 7      | 40     |             |                                                                 |
| 2022/23 | Tweede klasse A             | 3      | 12     | 23     |             | Degradatie                                                      |
| 2023/24 | Eerste Provinciale West-Vl. | 4      | 3      | 51     |             |                                                                 |
| 2024/25 | Eerste Provinciale West-Vl. | 4      | 4      | 50     |             |                                                                 |
| 2025/26 | Eerste Provinciale West-Vl. | 4      |        |        |             |                                                                 |